# Paracaryopsis malabarica
Paracaryopsis malabarica är en strävbladig växtart som först beskrevs av Charles Baron Clarke, och fick sitt nu gällande namn av Robert Reid Mill. Paracaryopsis malabarica ingår i släktet Paracaryopsis och familjen strävbladiga växter. Inga underarter finns listade i Catalogue of Life.